# Гадяцький Бір (заповідне урочище, 123)
Га́дяцький бір — заповідне урочище в Україні. Об'єкт природно-заповідного фонду Полтавської області.
Розташоване в Миргородському районі Полтавської області, на схід від села Вельбівка, у лісовому масиві Вельбівського лісництва (кв. 123).
Площа 42 га, статус надано у 1992 р. Перебуває у віданні ДП «Гадяцький лісгосп».
Статус надано з метою охорони та збереження у природному стані ділянки типових дубово-соснових лісових насаджень на піщаній боровій терасі річки Псел. Вік окремих сосен в урочищі сягає 200 років.
В урочищі трапляються рідкісні рослини: орхідея, занесена до Червоної книги України — любка дволиста та рідкісна для Полтавщини папороть — багатоніжка звичайна.

## Галерея

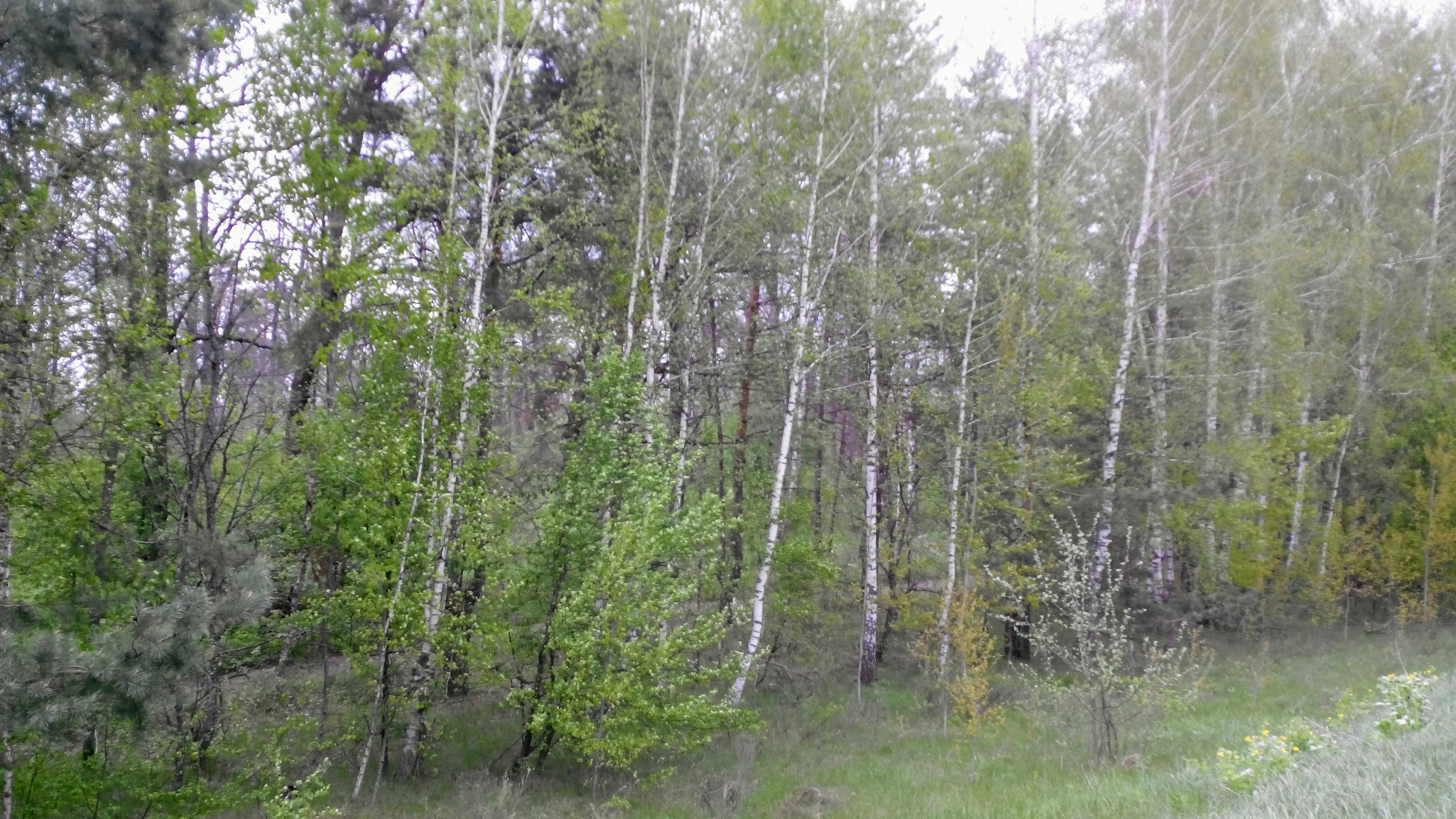
Дерева Гадяцького бору
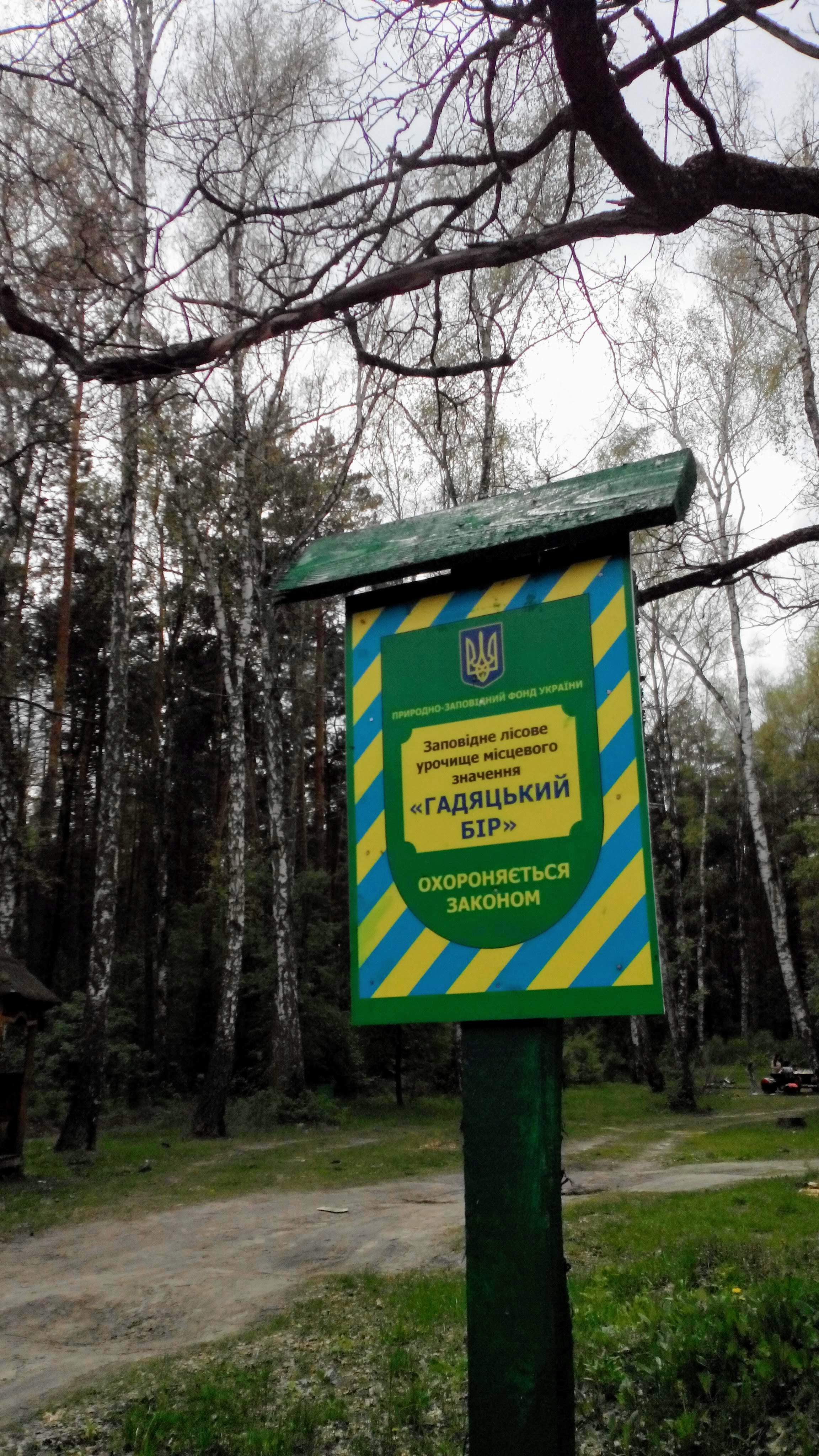
Місце відпочинку в Гадяцькім бору